# Obityicsna-földnyelv
Az Obityicsna-földnyelv (ukránul: Обитічна коса, magyar átírásban: Obityicsna kosza) az Azovi-tengerbe nyúló félsziget (földnyelv) Ukrajna déli részén, a Zaporizzsjai területen. 
A szárazföldtől mintegy 30 km-re nyúlik be délre az Azovi-tengerbe. Középső része összeszűkül, ott a szélessége mindössze 500 m körüli. A földnyelv választja el egymástól a Bergyanszki-öblöt és az Obityicsna-öblöt. Előbbi a földnyelvtől keletre, utóbbi attól nyugatra fekszik. A földnyelv 1,5-2 m-re emelkedik ki a tengerből. Keleti partja szabályos, nyugati partja erősen tagolt, limánokkal és öblökkel szabdalt és a partja közelében több kisebb sziget található. A földnyelv talaját homok és agyag képezi. Felszínét helyenként homokdűnék alakítják. A földnyelv középső részén több kisebb sós tó található.  A földnyelv mellett, Preszlav falu közelében ömlik az Obityicsna-öbölbe az Obityicsna folyó.
Növényvilágában a homoki sztepp dominál. A tavak körül nyírfák és kőrisfék is találhatók. Mintegy 200 hektáros területen védett cserje található. A földnyelv számos madár fészkelő- és költőhelye, a part menti vizek pedig a tengeri halkak kedvelt ívóhelyei.
1920. szeptember 15-én a földnyelvnél zajlott az oroszországi polgárháború egyik tengeri csatája a bolsevik és a fehér csapatok között.
A földnyelv egy része már az 1920-as évek óta természetvédelmi terület. 1995-ben az Obityicsna-földnyelvet és az Obityicsna-öblöt Ukrajna Rámszari területei közé sorolták. A földnyelv ad helyet az 1980-ban létrehozott, 8863 hektár területű Obityicsna-földnyelv természetvédelmi területnek.